# Gloria Fuertes
Pour les articles homonymes, voir Fuertes.
Gloria Fuertes est une poétesse espagnole, née le 28 juillet 1917 à Madrid et morte le 27 novembre 1998 dans la même ville. Elle est associée au mouvement littéraire de la Génération de 50, ainsi qu'au Postismo.
Écrivaine médiatique, elle est devenue particulièrement connue en Espagne à partir des années 1970 pour ses collaborations à des programmes de la télévision espagnole pour enfants et jeunes comme Un globo, dos globos, tres globos. Cette renommée a éclipsé sa reconnaissance en tant que poète de l'après-guerre espagnol. Dans sa poésie, elle défend l'égalité entre les femmes et les hommes, le pacifisme et la défense de l'environnement. En 2017, à l'occasion de la célébration du centenaire de sa naissance, son rôle dans la poésie espagnole du vingtième siècle a été réévalué.

## Biographie
Gloria Fuertes est née dans une famille modeste du quartier madrilène de Lavapiés le 28 juillet 1917 dans la Calle de la Espada. Son père était concierge et sa mère couturière et femme de ménage. Elle fréquente l'Institut d'éducation professionnelle des femmes afin d'obtenir des diplômes de sténographie, de dactylographie, d'hygiène et de puéricultrice. Son intérêt pour les lettres se manifeste dès l'âge de cinq ans, alors qu'elle écrit et illustre déjà ses propres histoires. Cet intérêt se maintient ensuite malgré l'absence de stimulation de la part de sa famille. En 1932, à l'âge de quatorze ans, elle publie son premier poème : Niñez, Juventud, Vejez. Au décès de sa mère, en 1934, elle commence à travailler dans des ateliers de métaux où elle combine ses tâches de comptable avec l'écriture de poèmes. Un an plus tard, en 1935, elle publie ses premiers vers dans un magazine pour enfants et donne ses premiers récitals de poésie pour Radio Madrid. C'est le moment, à l'âge de 17 ans, où elle écrit son premier recueil de poèmes, Isla Ignorada, publié en 1950.

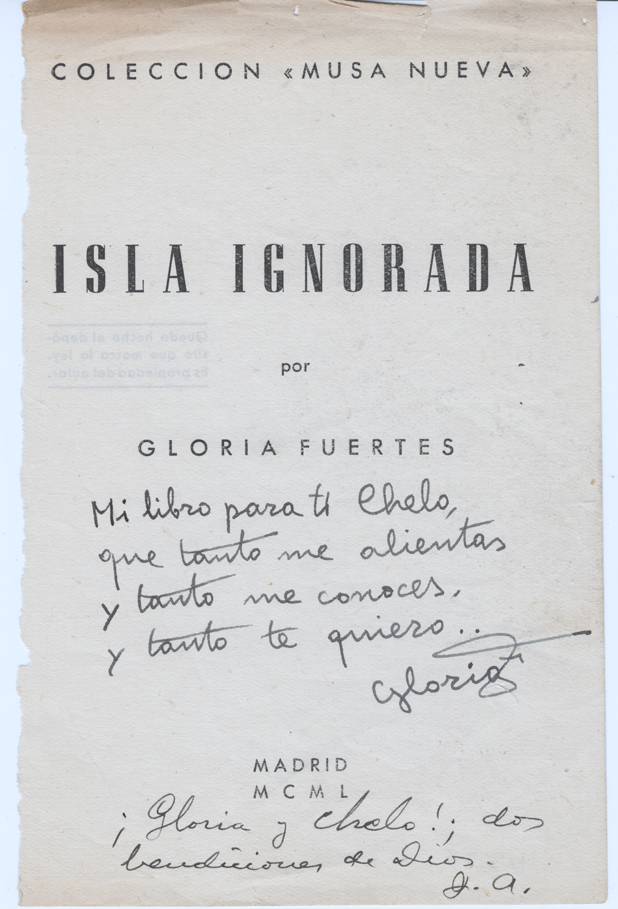
Un exemplaire de la Isla Ignorada dédicacé.

De 1938 à 1958, elle est secrétaire dans un bureau, un emploi qu'elle combine de 1939 à 1953 avec celui de rédactrice en chef de la revue pour enfants Maravillas (es) dans laquelle elle publie hebdomadairement des histoires, des bandes dessinées et des poèmes pour les enfants. Dans le cadre de son travail d'éditrice, elle rencontre, en 1942, le poète Carlos Edmundo de Ory — l'un des fondateurs du « postismo » — lorsque celui-ci envoie un sonnet à la revue et que Fuertes décide de le publier. Grâce à ce contact s’établit une relation d'amitié et d'échange intellectuel, avant de devenir un couple pour un temps. 
En outre, entre 1940 et 1953, elle commence à collaborer avec des magazines pour enfants, Pelayos, Chicos (es), Chicas: la revista de los 17 años, Chiquitito et les suppléments jeunesse de Flechas y Pelayos (es) (Maravillas) ainsi que du journal Arriba, dans lequel elle a publié les bandes dessinées de Coletas et Pelines, une fille de neuf ans et un garçon de six ans, qui ont atteint un haut niveau de popularité parmi les enfants.
En 1949, elle a publié le livre Canciones para niños et en 1950 Pirulí (Versos para párvulos), elle a en outre organisé la première bibliothèque mobile destinée aux enfants de petits villages.
Parallèlement à son engagement dans la littérature de jeunesse dans les magazines, les pièces et les poèmes mis en scène, en 1951, elle fonde, avec María Dolores de Pablos et Adelaida Las Santas, le groupe de femmes « Versos con faldas » qui, durant deux ans, se consacre activement à offrir des lectures et des récitals dans les cafés et les bars de Madrid. Elle a également collaboré avec des magazines pour adultes tels que Rumbos, Poesía Española et El Pájaro de Paja. En 1950, elle fonde avec Antonio Gala, Julio Mariscal et Rafael Mir la revue de poésie Arquero qu’elle dirige jusqu'en 1954.
En 1952, elle monte au Théâtre de l’institut de culture hispanique sa première pièce en vers : Prometeo, qui a reçu le Prix Valle-Inclán.
De 1955 à 1960, elle étudie la bibliothéconomie et l’anglais à l'Institut international de Madrid (es), où elle rencontre l'hispaniste américaine Phyllis Turnbull, avec laquelle elle a une relation pendant quinze ans. Elle y travaille comme bibliothécaire de 1958 à 1961, lorsqu'elle obtient la bourse américaine Fulbright pour enseigner la littérature espagnole à l'Université Bucknell. C'est la première fois, selon ses propres dires, qu'elle met les pieds dans une université. Elle enseigne ensuite au Mary Baldwin College et au Bryn Mawr College jusqu'en 1963, quand elle rentre en Espagne. À son retour des États-Unis, elle enseigne l'espagnol à des Américains à l'Institut international. En 1972, elle obtient une nouvelle bourse de la Fondation Juan March pour la littérature enfantine.
À partir du milieu des années 1970, ses collaborations à plusieurs programmes pour les enfants sont diffusés par Televisión Española, comme Un globo, dos globos, tres globos, La mansión de los Plaff et La cometa blanca, qui lui ont valu une grande popularité en tant que poète pour enfants éclipsant sa carrière poétique classique. En effet, son travail pour la télévision est récompensé à plusieurs reprises. À partir de cette période, son activité est incessante avec des lectures, des récitals et des hommages, tout en continuant à publier de la poésie tant pour enfants que pour adultes. En 1986, les comédiens de Martes y Trece lui rendent un hommage parodique pour le « Nouvel An spécial ».
Son dernier voyage hors de Madrid la conduit à Miajadas (Cáceres) au printemps 1998, quelques mois avant sa mort, pour présenter le livre, qu’elle avait préfacé, Beso en verso de son ami inconditionnel Julio Santiago, poète et peintre originaire de cette localité.
Gloria Fuertes est morte le 27 novembre 1998 d'un cancer du poumon et a été enterrée dans le Cementerio Sur à Madrid. Dans son testament, elle a légué sa fortune (100 millions de pesetas) à l'orphelinat connu sous le nom de Ciudad de los Muchachos (es) du Père Jésus Silva. En 2001, ses restes ont été transférés au Cimetière de La Paz d'Alcobendas (Madrid).

## Œuvre littéraire
Bien qu'elle se soit toujours définie comme « autodidacte » et « poétiquement déscolarisée », la critique a lié le nom de Gloria Fuertes au mouvement littéraire de la génération de 50 et au postisme.
Elle est liée à la génération de 50, par le fait d’avoir publié à cette époque et par la poésie de dénonciation morale partagée entre autres par Celaya, Blas de Otero, José Hierro, Garcia Nieto, Angel Crespo ou Buosoño et dont les thèmes sont: la solitude, la douleur, l'injustice sociale, l'amour, Dieu, la mort... Si les poèmes tant de Gloria Fuertes que de ces poètes portent sur la douleur, le chagrin et l'amour, la principale différence entre Gloria Fuertes et ces poètes ainsi que les autres « postistes » réside dans le fait que ces derniers ne surent pas atteindre les gens de la même façon que Gloria Fuertes. Celle-ci a dit qu’"avant de compter les syllabes, les poètes doivent raconter ce qui se passe".
En 1942, elle a rencontré Carlos Edmundo de Ory, intégrant le mouvement poétique appelé « postisme » et collaborant à ses revues et à La Cerbatana avec de Ory, Eduardo Chicharro et Silvano Sernesi.
Dans son travail poétique, il n'y a pas de séparation claire entre l'autobiographie et la fiction. Parfois, la poétesse a créé une « Gloria » fictive à laquelle elle a attribué des données apparemment réelles, mais qui n'étaient pas certaines alors qu’en d’autres occasions elle a incorporé des informations autobiographiques. Elle a parlé de ses propres expériences et de celles des autres, certaines interdites par la censure franquiste. Jouer, déguiser et surprendre étaient quelques-unes de ses armes principales.
Le postisme de Gloria Fuertes consistait en une démystification de l'attitude poétique par l'humour que la poétesse a utilisé comme un moyen critique de construire la réalité et de découvrir la vérité des choses. La Guerre civile a laissé une empreinte profonde sur elle. Son opposition à la guerre sa protestation contre l'absurde de la civilisation sont présents dans sa poésie de manière catégorique. Comme elle l'a elle-même déclaré, «sans la tragédie de la guerre, je n'aurais peut-être jamais écrit de poésie».
En raison de son expérience de la guerre, l’œuvre de Gloria Fuertes se caractérise par l'ironie face aux questions universelles telles que l'amour, la douleur, la mort et la solitude. Le tout est assaisonné avec des métaphores étranges et des jeux linguistiques pleins de charme, de fraîcheur et de simplicité, qui confèrent à ses poèmes une grande musicalité et une cadence proche de la langue orale.
La présidente de la Fondation Gloria Fuertes, Paloma Porpetta, classe la figure de Gloria Fuertes « dans la littérature de premier ordre », notant que Fuertes et Gabriela Mistral sont les seules femmes incluses dans l'anthologie Norton qui rassemble une centaine de poètes de langue espagnole. Jaime Gil de Biedma a également choisi ses vers dans les grandes collections où elle côtoie Gabriel Celaya (son ami), José Agustín Goytisolo ou José Hierro. Francisco Nieva (es) (un autre de ses amis) a fait l'éloge de son « invention d'images, de tournures et de sons pleins de qualités et de surprises ».
Par ailleurs, Gloria Fuertes était l'une des premières voix de la poésie féminine espagnole de l’après-guerre avec, entre autres, Carmen Conde et Ángela Figuera.
Gloria Fuertes est la seule femme incluse dans le recueil de poésie Collioure,.

### Gloria Fuertes et l'égalité des sexes
L’oralité de Gloria Fuertes, simple et délibérément quotidienne, l’éloigne du modèle poétique canonique, en particulier chez les poètes dit culturalistes selon la chercheuse Sharon Keefe Ugalde de l'Université du Texas. Plusieurs experts soulignent que d'autres circonstances ayant entravé la reconnaissance de Gloria Fuertes étaient d’être femme, lesbienne et pauvre. Reyes Vila-Belda de l’Université de l'Indiana fait remarquer qu’elle a ouvert un espace poétique aux préoccupations des personnes sans voix: les femmes, les travailleurs et les pauvres.
Elle a défendu les droits des femmes, en commençant par le droit de lire, d'écrire, de travailler ou d'être un poète dans un moment historique où elles étaient réduites à l'espace domestique. « Être un écrivain signifiait aller contre le courant et demandait de grands efforts pour trouver des voies alternatives face à des portes closes. Beaucoup de ses poèmes témoignent de l'inégalité entre les sexes de son temps et constituent un moyen de lutter contre les limites imposées. » , explique Keefe Ugalde.
Gloria Fuertes a également interrogé des modèles féminins traditionnels sous le franquisme en présentant un nouveau modèle de femme. « Le franquisme a promu une société patriarcale et une culture conservatrice qui excluait les femmes de la vie professionnelle et culturelle », dit Vila-Belda. « Fuertes a introduit un nouveau modèle féminin célébrant sa marginalité et affirmant ainsi son identité. Elle est ainsi devenue une des maillons pour rattraper la modernité et la poursuivre».
La publication en 1978 de «Trois reines mages: Melchiora, Gaspara et Baltasara » s’inscrit aussi dans ce contexte et est maintenant considéré comme un classique de la littérature pour enfants. Compte tenu de l'impossibilité pour Melchior, Gaspar et Baltasar d’aller à Bethléem, leurs épouses les ont remplacés pour le voyage et jouent un rôle de premier plan dans l'histoire contrairement à la société d'après-guerre qui reléguait les femmes à la maison. Les mères sont aussi des reines mages parce que les pères sont allés à la guerre et que quelqu'un doit suivre l'étoile et adorer l'enfant avec des cadeaux.
Outre son combat en faveur de l'égalité des sexes, Fuertes a été une pacifiste, s’opposant aux guerres au Vietnam et au Cambodge et à la guerre civile espagnole. Elle s’est aussi engagée pour la protection de l’environnement.

## Vie privée
Gloria Fuertes se dépeint dans son autobiographie poétique comme solitaire, religieuse, lesbienne, cœur d’artichaut, célibataire, féministe, fumeuse, pacifiste, puriste et poète,.
Son premier amour était Manolo, son fiancé, qui s'est porté volontaire pour la guerre et n'est pas revenu. Elle parle de lui dans Carta de la eme.
Elle a aussi vécu une relation importante avec son partenaire d'écriture dans le postisme Carlos Edmundo de Ory qui a transparu dans ses poèmes (Los brazos desiertos).
Son grand amour fut toutefois Phyllis Turnbull, une hispaniste américaine, qu’elle a rencontré en 1953 au siège de l'Institut international de Madrid. Leur relation a duré 15 ans. Paloma Porpetta, présidente de la Fondation Gloria Fuertes explique que la poète ne l'a pas cachée : « Elle n’a pas caché son lesbianisme, ses amis le connaissait et bien que son travail parle de l'amour en général, elle mentionne parfois son lesbianisme, comme quand elle dit: « Je fus nommée patronne des amours interdits ».
Sa relation avec Phyllis s'est terminée en 1970 un an avant la mort de l'hispaniste. Gloria était dévastée. Elle a perdu du poids et a exprimé sa douleur dans ses poèmes. C'était une autre perte dont elle s’est lamentée dans sa Nota autobiográfica.
Son lesbianisme transparaît subtilement dans des poèmes comme « Lo que me enerva », « Me siento abierta a todo », « A Jenny », etc.

## Prix et distinctions
- 1968 : (international) « Honor List »[13], de l' IBBY, pour Cangura para todo
- 1994 : Premio Cervantes Chico

## Postérité

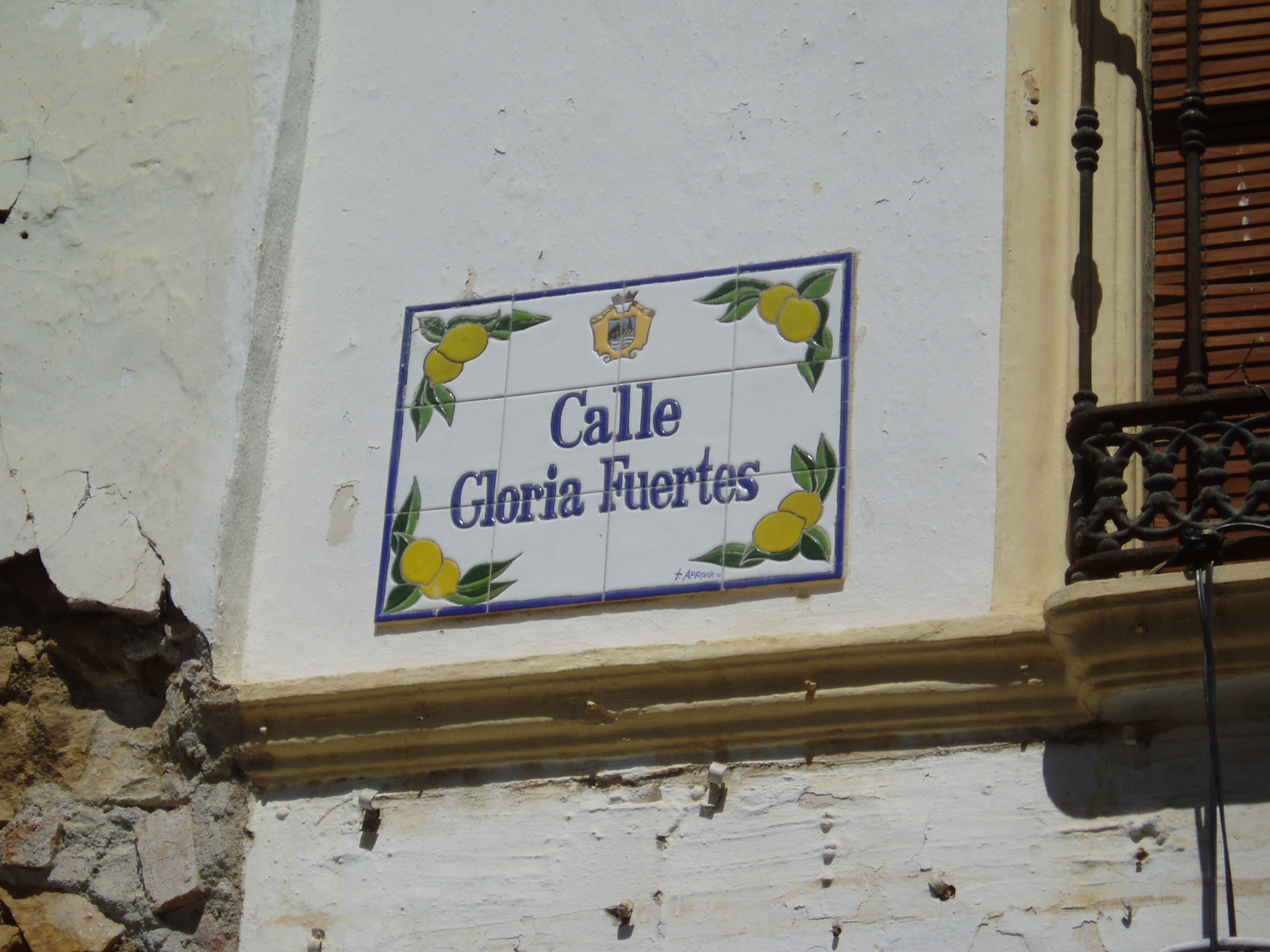
Plaque de céramique, Estepona

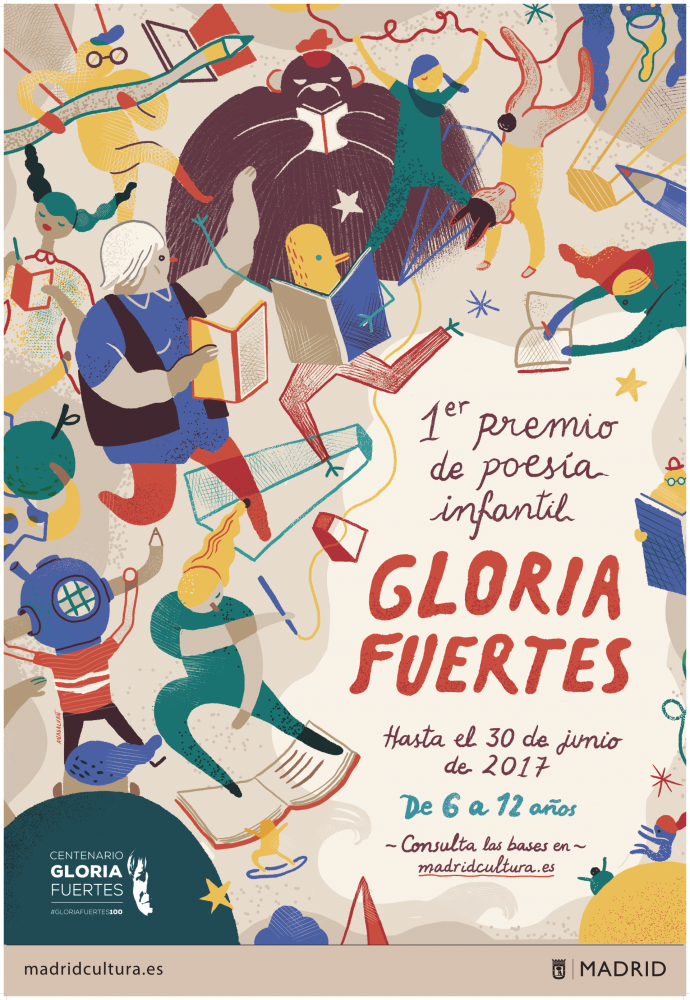
Affiche du premier prix de poésie infantile Gloria Fuentes (2017)

Appréciée et étudiée à l'étranger, l’œuvre de Gloria Fuertes a été avant tout analysée par la critique hispaniste américaine (Andrew P. Debicki, Mandlove, Sherno, Persin, Capuccio, Browne...). Aux États-Unis il y a une douzaine de spécialistes et de nombreuses thèses ont été soutenues sur son œuvre. 
Outre Madrid où une rue porte de Gloria Fuertes, plusieurs municipalités ont attribué son nom à des rues ou à des quartiers ou on fait poser une plaque à son nom (Cercedilla, Cordoue, Grenade, Almeria, Gijon, Arrecife, Alcobendas, Estepona, San Sebastián de los Reyes, Torrejón de Ardoz, Miraflores, La Cala del Moral). 
En 2017, à l'occasion de la célébration du centenaire de la naissance de la poétesse, la mairie de Madrid crée le prix de poésie infantile Gloria Fuentes. Dans la même ville, en 2018, est jouée au théâtre la pièce Gloria de Noelia Adánez et Valeria Alonso dans laquelle la poétesse est incarnée par la comédienne Ana Rayo.

## Ouvrages

### Littérature infantile

#### Poésie
- Canciones para niños     (1949)
- Villancicos (1956)
- Pirulí (1956)
- Cangura para todo (1968). « Honor List » 1968[13] de l' IBBY
- Don Pato y Don Pito (1970)
- Aurora, Brígida y Carlos (1970)
- La pájara pinta (1972)
- El hada acaramelada (1973)
- Candelita (1973)
- La gata chundarata y otros cuentos (1974)
- La oca loca (1977)
- El camello cojito (1978)
- El dragón tragón (1978)
- La momia tiene catarro (1978)
- Tres tigres con trigo (1979)
- Así soy yo (1980)
- Los meses (1980)
- Monto y Lío se meten en un lío (1980)
- La ardilla y su pandilla (1981)
- Monto y Lío se encuentran a su tío (1981)
- Monto y Lío se meten en el río (1981)
- El libro loco. De todo un poco (1981)
- El perro que no sabía ladrar (1982)
- Coleta la poeta (1982)
- El domador mordió al león (1982)
- Donosito el oso osado (1982)
- El abecedario de don Hilario (1983)
- Pío pío Lope, el pollito miope (1986)
- Trabalenguas para que se trabe tu lengua (1988)
- Mi escuela (1993)
- El cocinero distraído (1994)
- Versos fritos (1994)
- Nicolás y su hermano Bruno

#### Théâtre
- La princesa que quería ser pobre (1942)
- El chinito Chin-cha-té (1955)
- Petra, un señor pregunta por ti (1970)
- Las tres reinas magas (1978)
- El caserón de la loca (2010)

#### Télévision
- Un globo, dos globos, tres globos
- La mansión de los Plaff
- La cometa blanca
- Big Vand
- Los pequeños niños atacan de nuevo

### Littérature pour adultes
- Isla ignorada (Madrid: Musa nueva, 1950)
- Antología y poemas del suburbio     (Caracas: Lírica Hispana, 1954)
- Aconsejo beber hilo (Madrid: Arquero, 1954)
- Todo asusta (Caracas: Lírica Hispana, 1958).
- ...Que estás en la tierra (Barcelona: collioure, 1962)
- Ni tiro, ni veneno, ni navaja (Barcelona: Colección El Bardo, 1965). Prix Guipúzcoa 1965.
- Poeta de guardia (Barcelona: Colección El Bardo, 1968)
- Cómo atar los bigotes del tigre (Barcelona: Colección El Bardo, 1969).
- Antología poética (1950-1969)
- Sola en la sala (Zaragoza: Javalambre, 1973)
- Cuando amas aprendes geografía (Málaga: Curso Superior de Filología, 1973)
- Obras incompletas (Madrid: Cátedra, 1975)
- Historia de Gloria: (amor, humor y desamor) (Madrid: Cátedra, 1980)
- Mujer de verso en pecho (Madrid: Cátedra, 1995)
- Pecábamos como ángeles (Madrid: Torremozas, 1997)
- Glorierías (Madrid: Torremozas, 1998)
- Es difícil ser feliz una tarde (Madrid: Torremozas, 2005)
- El Rastro (Madrid: Torremozas, 2006)
- Se beben la luz (Madrid: Torremozas, 2008)
- Derecho de pasión     (Madrid: Cuadernos del Laberinto, 2008)
- Los brazos desiertos (Madrid: Torremozas, 2009)
- Poemas prácticos más que teóricos (Madrid: Torremozas, 2011)
- Me crece la barba. Poemas para mayores y menores (Barcelona: Ediciones Reservoir Books, 2017)
- Geografía humana y otros poemas (Madrid:Ediciones Nórdica, 2017)